# Botswana National Stadium
 (avril 2025).
Si vous disposez d'ouvrages ou d'articles de référence ou si vous connaissez des sites web de qualité traitant du thème abordé ici, merci de compléter l'article en donnant les références utiles à sa vérifiabilité et en les liant à la section « Notes et références ».
Le Botswana National Stadium est le stade de football national du Botswana.
Situé dans la capitale Gaborone, cette enceinte d'une capacité de 22 500 places est aussi un stade de baseball, athlétisme et rugby à XV.